# 滑龍鰧
滑龍鰧，為輻鰭魚綱鱸形目南極魚亞目淵龍鰧科的其中一種，分布於南冰洋的南喬治亞海域，屬底棲性魚類，棲息深度在水深60至345公尺，體長可達20公分，繁殖期在秋季及初冬，屬肉食性，以甲殼類、多毛類等為食。